# Bon Secours Wellness Arena
Die Bon Secours Wellness Arena (zuvor Bi-Lo Center) ist eine Mehrzweckhalle in der US-amerikanischen Stadt Greenville im Bundesstaat South Carolina. Die Halle bietet 15.951 Sitzplätze. Die Arena befindet sich in Besitz des Greenville Arena District und wird von der Organisation ebenfalls betrieben. 

## Geschichte
Die Arena wurde ab dem 7. März 1996 bis zu ihrer Eröffnung am 3. September 1998 von Geiger Engineers PC und Fluor Daniel für 63 Mio. US-Dollar gebaut. Die Architektenbüros Odell Associates und 
AMI Associates entwarfen das komplette Gebäude. Die Halle wird hauptsächlich für Eishockey, Arena Football und Basketball genutzt. So ist die Halle Heimspielort des Eishockeyclubs Greenville Swamp Rabbits, die seit der Saison 2010/11 in der ECHL spielen. Aber auch Konzerte national und  international bekannter Künstler und Bands wie Eric Clapton, Kenny Chesney, Elton John, Alice Cooper, Cher, Francesca Battistelli, Reba McEntire, Tim McGraw & Faith Hill, Keith Urban, Martina McBride, George Strait, KISS, Eagles, Poison, Trans-Siberian Orchestra, Lady Antebellum, Meghan Trainor, Styx und REO Speedwagon fanden hier statt.